# Cees van der Pluijm
Cornelis Leonardus van der Pluijm, noto come Cees van der Pluijm (Radio Kootwijk, 12 gennaio 1954 – Arnhem, 14 dicembre 2014), è stato uno scrittore e drammaturgo olandese, noto per la poesia, la prosa, la saggistica e i testi teatrali, pubblicati anche sotto gli pseudonimi Peter Coret, Paul Lemmens, Steven Stalknecht e Liesbeth Porringa.

## Biografia
Ha frequentato la scuola secondaria al Veluws College di Apeldoorn e al Seminario Minore Arcivescovile della stessa città, ottenendo il diploma Hoger algemeen voortgezet onderwijs (havo). Successivamente, ha proseguito gli studi presso l'accademia pedagogica (Pedagogische academie voor het basisonderwijs) di Apeldoorn. Dal 1975 al 1988 ha studiato lingua olandese e letteratura presso l'Università Radboud di Nimega e lingua e letteratura africana presso l'Università di Amsterdam. Dal 1994 ha insegnato part-time presso la facoltà di teatro della Hogeschool voor de Kunsten Utrecht.
È stato autore di poesie, colonne e testi teatrali, spesso caratterizzati da un'alternanza tra serietà e ironia, e ha pubblicato poesia umoristica (light verse) nella rivista De Tweede Ronde. Ha recensito libri per la Nederlandse Bibliotheek Dienst (NBD Biblion) ed è stato, tra il 1994 e il 2013, editorialista per la Gay Krant. Ha partecipato a conferenze come presentatore o con performance artistiche. Ha curato testi di Robert Long, Jules de Corte e Drs. P.
È morto all'età di 60 anni ad Arnhem a seguito di un arresto cardiaco.

### Poesia
- Het lustprieel, Baarn (De Prom) 1984 (come Peter Coret, insieme a Robert Alquin, in parte light verse)
- O, dat je doodgaat, Amsterdam (Amor Vincit) 1986 (Peter Coret)
- Sebastiaan, ['s-Gravenhage] (Tight End Press) 1987 (Peter Coret)
- Vanitas, Amsterdam (De Woelrat) 1988 (Peter Coret)
- Goffert, Amsterdam (Dirty Trix) 1988 (Peter Coret)
- Van liefde en een niet te lessen dorst. Gedichten 1998 - 1973, Nijmegen (Vita) 1998
- Voorlopige bestemming, Utrecht/Leeuwarden (Uitgeverij De Contrabas) 2010

### Light verse
- Herenspraak. Vier dozijn sonnetten, 's-Gravenhage (BZZTôH) 1980 (come Paul Lemmens, insieme a Drs. P)
- Dat lentebal. 33 balladetten, Amsterdam (Bert Bakker) 1983 (Paul Lemmens, insieme a Drs. P)
- Letterkundig verskwartet. 4x12 versvormen, Amsterdam (Sijthoff) 1985 (Paul Lemmens, insieme a Drs. P, Driek van Wissen e Jacob Steege)
- Literair assortiment. 4x25 genres op rijm, Amsterdam (Sijthoff) 1985 (Paul Lemmens, insieme a Drs. P, Driek van Wissen e Jacob Steege)
- Nieuwe vergezichten. Dertien fonkelnieuwe versvormen, Amsterdam (Sijthoff) 1989 (Paul Lemmens, insieme a Drs. P)

### Teatro
- D´r moet iets met apen in, Nijmegen (De Stiel) 1992 (sull'AIDS e la sessualità)
- Idealisten, Nijmegen (De Stiel) 1994
- Van Nieumeghen, Nijmegen (De Stiel) 1995 (testo teatrale contemporaneo in versi, basato sulla storia di Mariken van Nieumeghen)

### Prosa
- Hete klippen, Baarn (Fontein) 1991 (insieme a Robert Long)
- Beste Robert, Waarde Cees. Brieven over leven, dood, liefde, seks, werk en collega's, Nijmegen (AdeL) 1998 (con Robert Long)
- Het laatste jaar. De brieven uit 2006, Nijmegen (de Stiel) 2008 (con Robert Long)
- Radio Kootwijk. Biografie van een zendstation en een dorp in het hart van de Veluwe, Barneveld (Koninklijke BDU) 2014

### Didattica
- Scrivere poesie e racconti, Amsterdam (L.J. Veen) 2003
- Emke Spauwen e Cees van der Pluijm (a cura di), Vissen zwemmen leren. Over taalvorming en persoonlijke ontwikkeling bij mensen met een verstandelijke handicap door het schrijven van gedichten, Nijmegen/Diemen (De Stiel/AGO) 2005